# 旧耶稣圣殿
40°50′48″N 14°15′25″E / 40.846737°N 14.257013°E

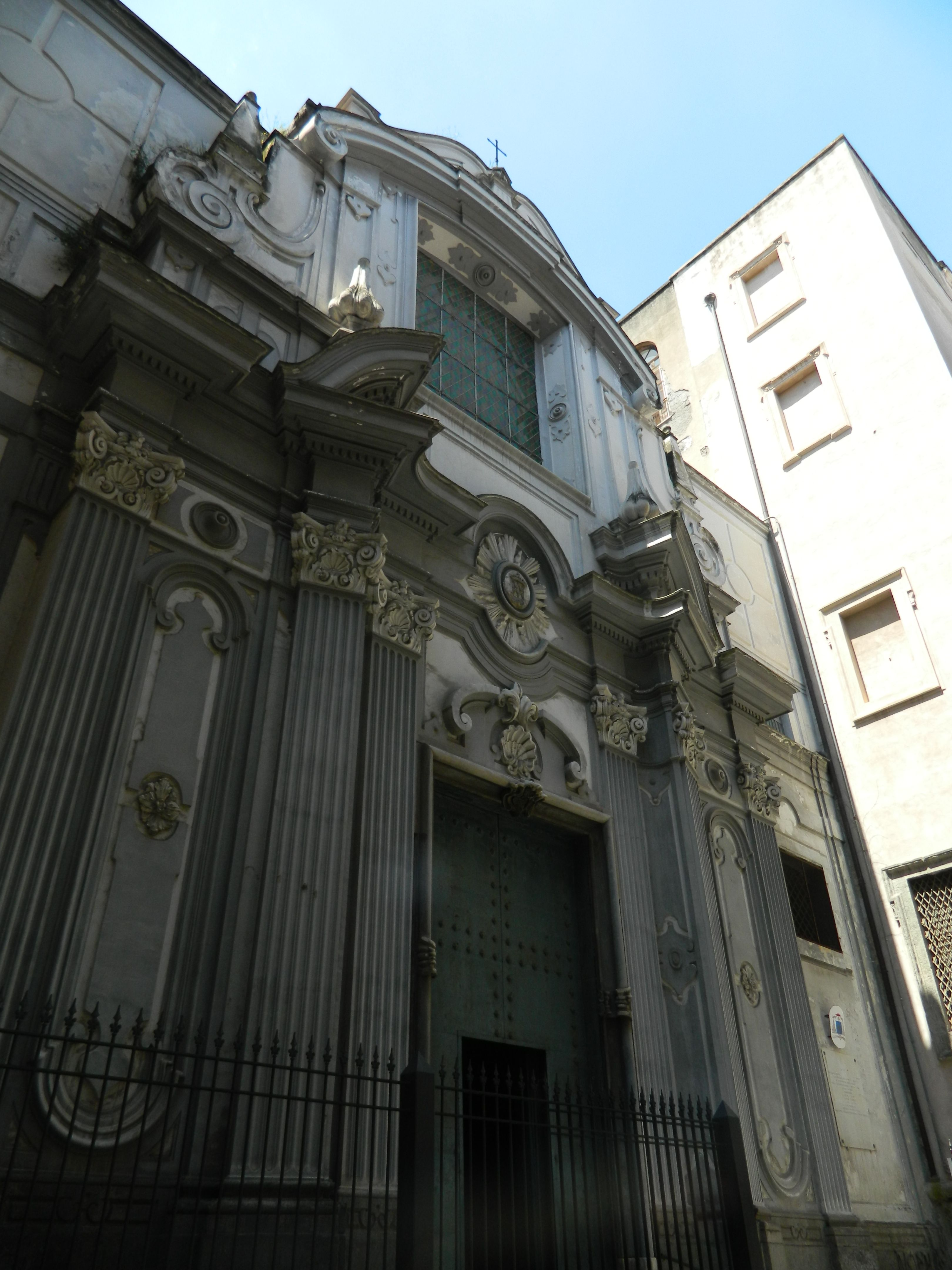
立面

旧耶稣圣殿（Basilica santuario del Gesù Vecchio dell'Immacolata di Don Placido）是一座罗马天主教宗座圣殿，位于意大利那不勒斯古城区的帕拉迪诺街（ via G. Paladino）。耶稣会建于1608-1623年，巴洛克建筑。建筑师Pietro Provedi、Agatio Stoia。1624年祝圣。由于耶稣会后来又建了新耶稣教堂，该堂遂称为“旧耶稣堂”。

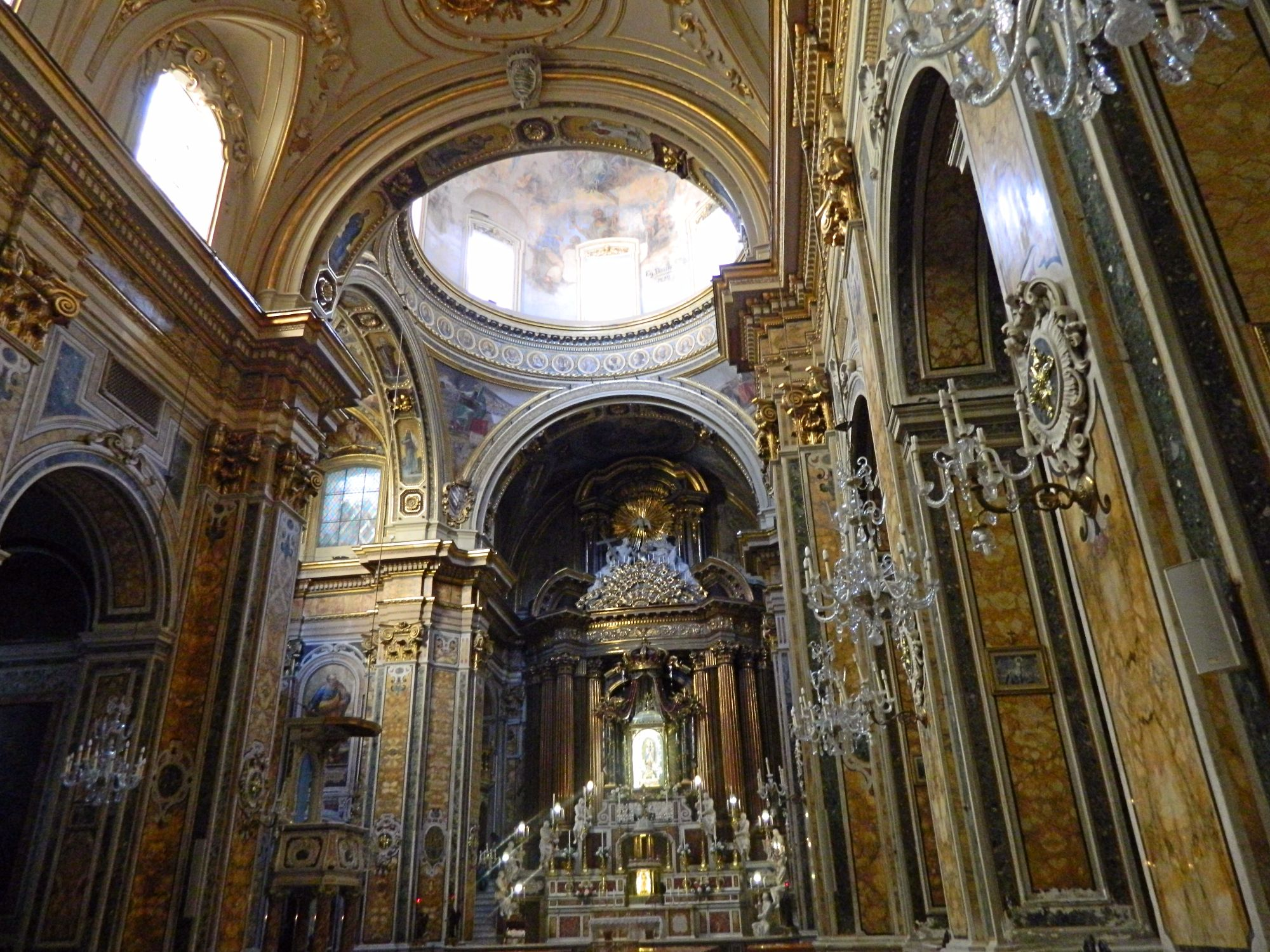
内部

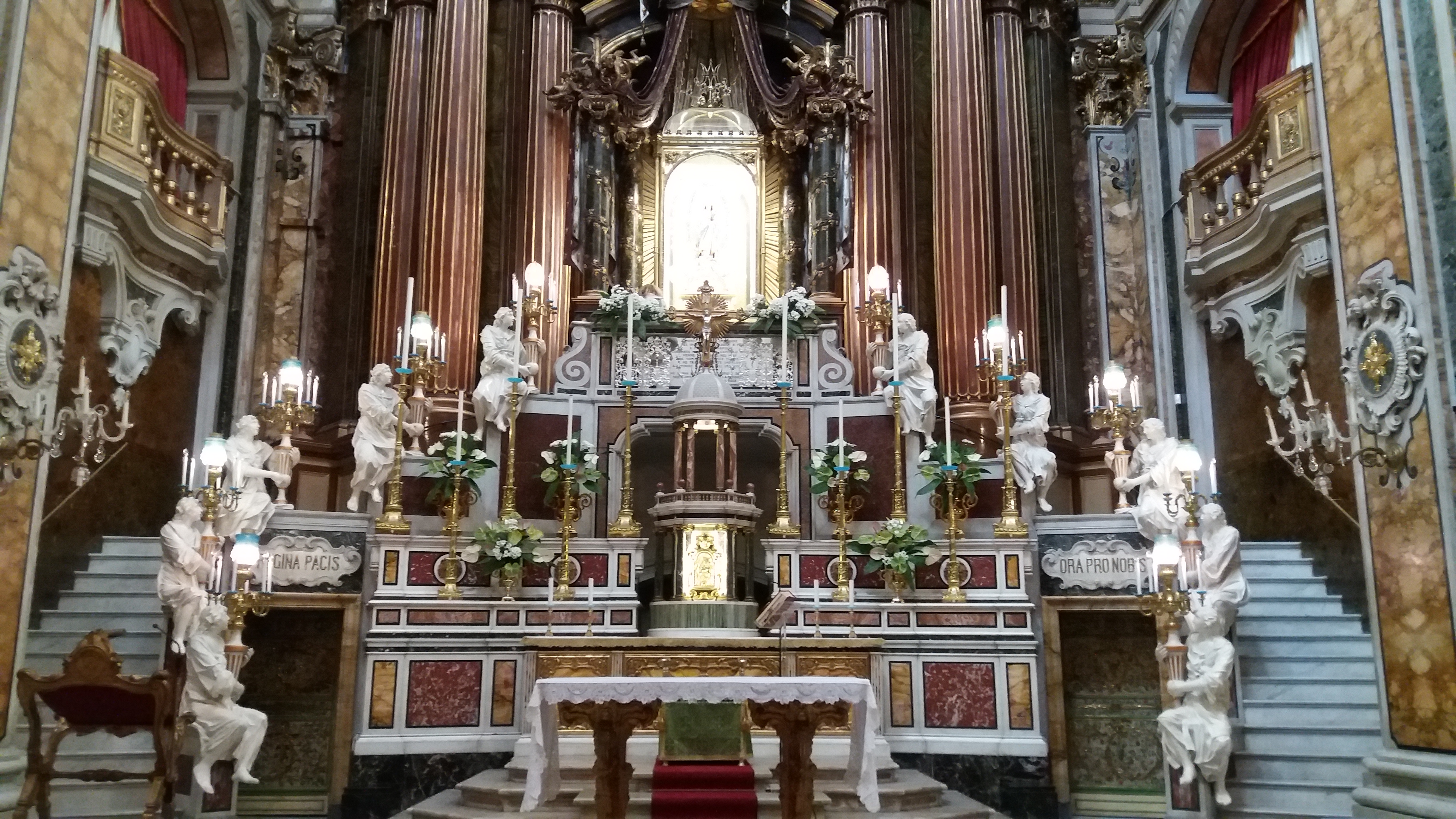
Particolare dell'altare